# Lindknud
Lindknud er en landsby med 414 indbyggere  (2024) beliggende i Lindknud Sogn, 9 km nord for Brørup i Vejen Kommune.
I landsbyen ligger Lindknud Kirke.
- Parti af Lindknud Oplevelsespark, hvor der bl.a. findes grillhytte og shelters.
- Klokkestabel ved kirken

## Befolkning
| 2006 | 2007 | 2008 | 2009 | 2010 | 2011 | 2012 |
| ---- | ---- | ---- | ---- | ---- | ---- | ---- |
| 449  | 459  | 464  | 462  | 464  | 446  | 442  |